# SKB Litpol-Malow Suwałki
SKB Litpol-Malow Suwałki ist ein polnischer Badmintonverein.

## Geschichte
Der Verein wurde 1987 als Polambad Suwałki gegründet. 1992 wurde er in SKB Suwałki umbenannt, 1999 erhielt er den heutigen Namen. SKB wurde zu einem der erfolgreichsten Vereine der polnischen Badmintongeschichte, was zahlreiche nationale und internationale Titel belegen.

## Kader
Kamila Augustyn, Monika Bieńkowska, Anna Kobceva, Joanna Łogosz, Maria Taraszkiewicz, Adam Cwalina, Michał Łogosz, Łukasz Moreń, Maciej Poulakowski, Mateusz Szwejkowski, Wojciech Zaborowski, 
- Trainer: Kamil Turonek (2000–2004), Jacek Niedźwiedzki (2004–2013), Jerzy Dołhan (2014-).

## Erfolge

### Olympiateilnahmen
- Sydney 2000: Michał Łogosz, Robert Mateusiak
- Athen 2004: Michał Łogosz, Robert Mateusiak
- Peking 2008: Michał Łogosz, Robert Mateusiak, Nadieżda Kostiuczyk
- Londyn 2012: Kamila Augustyn, Adam Cwalina, Michał Łogosz

### Mannschaftsmeisterschaft
| - 1991/1992 - 9. Platz - 1992/1993 - 5. Platz - 1993/1994 - 3. Platz - 1994/1995 - 6. Platz - 1995/1996 - 4. Platz - 1996/1997 - 5. Platz - 1997/1998 - 1. Platz - 1998/1999 - 1. Platz | - 1999/2000 - 2. Platz - 2000/2001 - 1. Platz - 2001/2002 - 1. Platz - 2002/2003 - 1. Platz - 2003/2004 - 1. Platz - 2004/2005 - 1. Platz - 2005/2006 - 2. Platz - 2006/2007 - 1. Platz | - 2007/2008 - 1. Platz - 2008/2009 - 1. Platz - 2009/2010 - 1. Platz - 2010/2011 - 2. Platz - 2011/2012 - 1. Platz |

### Einzelmeisterschaften

#### Herreneinzel
- 1993 - Artur Zbroński - 3. Platz
- 1994 - Jacek Niedźwiedzki - 3. Platz
- 1995 - Jacek Niedźwiedzki - 3. Platz
- 1997 - Jacek Niedźwiedzki - 1. Platz
- 1998 - Jacek Niedźwiedzki - 1. Platz
- 2000 - Jacek Niedźwiedzki - 1. Platz
- 2000 - Kamil Turonek - 3. Platz
- 2001 - Jacek Niedźwiedzki - 1. Platz
- 2002 - Jacek Niedźwiedzki - 2. Platz
- 2002 - Kamil Turonek - 3. Platz
- 2003 - Jacek Niedźwiedzki - 1. Platz
- 2003 - Kamil Turonek - 3. Platz
- 2004 - Dariusz Zięba - 3. Platz
- 2004 - Jacek Niedźwiedzki - 2. Platz
- 2005 - Dariusz Zięba - 3. Platz
- 2005 - Jacek Hankiewicz - 3. Platz
- 2006 - Dariusz Zięba - 2. Platz
- 2007 - Adam Cwalina - 3. Platz
- 2007 - Dariusz Zięba - 3. Platz
- 2009 - Łukasz Moreń - 3. Platz

#### Dameneinzel
- 1995 - Joanna Szleszyńska - 3. Platz
- 1996 - Joanna Szleszyńska - 3. Platz
- 1998 - Joanna Szleszyńska - 2. Platz
- 1999 - Joanna Szleszyńska - 3. Platz
- 2000 - Agnieszka Czerwińska - 3. Platz
- 2000 - Joanna Szleszyńska - 3. Platz
- 2002 - Agata Rzepczyk - 3. Platz
- 2004 - Nadieżda Kostiuczyk - 2. Platz
- 2005 - Nadieżda Kostiuczyk - 2. Platz
- 2007 - Ewa Jarocka - 3. Platz
- 2008 - Ewa Jarocka - 3. Platz
- 2013 - Kamila Augustyn - 1. Platz

#### Herreneinzel
- 1999 - Robert Mateusiak - 1. Platz
- 2000 - Jacek Niedźwiedzki - 3. Platz
- 2000 - Kamil Turonek - 3. Platz
- 2000 - Robert Mateusiak - 1. Platz
- 2001 - Jacek Hankiewicz - 3. Platz
- 2001 - Michał Łogosz / Robert Mateusiak - 1. Platz
- 2002 - Jacek Hankiewicz - 3. Platz
- 2002 - Michał Łogosz / Robert Mateusiak - 1. Platz
- 2003 - Jacek Hankiewicz - 3. Platz
- 2003 - Jacek Niedźwiedzki / Kamil Turonek - 3. Platz
- 2003 - Michał Łogosz / Robert Mateusiak - 1. Platz
- 2004 - Jacek Hankiewicz - 3. Platz
- 2004 - Michał Łogosz / Robert Mateusiak - 1. Platz
- 2005 - Jacek Hankiewicz - 2. Platz
- 2005 - Michał Łogosz / Robert Mateusiak - 1. Platz
- 2006 - Jacek Hankiewicz - 2. Platz
- 2006 - Michał Łogosz / Robert Mateusiak - 3. Platz
- 2007 - Adam Cwalina - 3. Platz
- 2007 - Kamil Raszkiewicz - 3. Platz
- 2007 - Michał Łogosz / Robert Mateusiak - 1. Platz
- 2008 - Adam Cwalina - 2. Platz
- 2008 - Łukasz Moreń / Dariusz Zięba - 3. Platz
- 2008 - Maciej Kowalik / Michał Rogalski - 3. Platz
- 2008 - Michał Łogosz / Robert Mateusiak - 1. Platz
- 2009 - Łukasz Moreń - 3. Platz
- 2009 - Michał Łogosz / Robert Mateusiak - 1. Platz
- 2010 - Michał Łogosz - 1. Platz
- 2011 - Adam Cwalina / Michał Łogosz - 1. Platz
- 2011 - Łukasz Moreń - 2. Platz
- 2012 - Łukasz Moreń - 2. Platz
- 2012 - Michał Łogosz - 1. Platz
- 2013 - Adam Cwalina / Michał Łogosz - 1. Platz

#### Damendoppel
- 1998 - Małgorzata Jura / Joanna Szleszyńska - 3. Platz
- 1999 - Joanna Szleszyńska - 1. Platz (złoty)
- 2000 - Agnieszka Czerwińska - 3. Platz
- 2000 - Barbara Kulanty / Joanna Szleszyńska - 3. Platz
- 2001 - Agnieszka Czerwińska - 3. Platz
- 2001 - Barbara Kulanty / Joanna Szleszyńska - 1. Platz
- 2002 - Joanna Szleszyńska - 1. Platz
- 2003 - Barbara Kulanty / Joanna Szleszyńska - 3. Platz
- 2003 - Paulina Matusewicz - 1. Platz
- 2004 - Barbara Kulanty / Joanna Szleszyńska - 3. Platz
- 2004 - Nadieżda Kostiuczyk - 1. Platz
- 2005 - Barbara Kulanty / Joanna Szleszyńska - 2. Platz
- 2005 - Nadieżda Kostiuczyk - 1. Platz
- 2006 - Joanna Szleszyńska - 3. Platz
- 2006 - Nadieżda Kostiuczyk - 1. Platz
- 2007 - Nadieżda Kostiuczyk - 1. Platz
- 2008 - Małgorzata Kurdelska - 2. Platz
- 2008 - Nadieżda Kostiuczyk - 1. Platz
- 2009 - Małgorzata Kurdelska - 1. Platz
- 2011 - Małgorzata Kurdelska - 2. Platz
- 2012 - Kamila Augustyn / Joanna Szleszyńska-Łogosz - 2. Platz
- 2013 - Kamila Augustyn / Monika Bieńkowska - 2. Platz

#### Mixed
- 1996 - Jacek Niedźwiedzki / Joanna Szleszyńska - 3. Platz
- 1999 - Robert Mateusiak - 1. Platz
- 2000 - Robert Mateusiak / Barbara Kulanty - 1. Platz
- 2001 - Michał Łogosz / Joanna Szleszyńska - 2. Platz
- 2001 - Robert Mateusiak / Barbara Kulanty - 1. Platz
- 2002 - Michał Łogosz / Joanna Szleszyńska - 2. Platz
- 2002 - Robert Mateusiak / Barbara Kulanty - 1. Platz
- 2003 - Michał Łogosz / Joanna Szleszyńska - 2. Platz
- 2003 - Robert Mateusiak / Barbara Kulanty - 1. Platz
- 2004 - Michał Łogosz / Joanna Szleszyńska - 2. Platz
- 2004 - Robert Mateusiak / Barbara Kulanty - 1. Platz
- 2005 - Michał Łogosz / Joanna Szleszyńska - 2. Platz
- 2005 - Robert Mateusiak / Barbara Kulanty - 1. Platz
- 2006 - Michał Łogosz / Joanna Szleszyńska - 2. Platz
- 2006 - Robert Mateusiak / Nadieżda Kostiuczyk - 1. Platz
- 2007 - Michał Łogosz / Joanna Szleszyńska - 2. Platz
- 2007 - Robert Mateusiak / Nadieżda Kostiuczyk - 1. Platz
- 2008 - Adam Cwalina / Małgorzata Kurdelska - 3. Platz
- 2008 - Michał Łogosz / Joanna Szleszyńska - 2. Platz
- 2008 - Robert Mateusiak / Nadieżda Kostiuczyk - 1. Platz
- 2009 - Michał Łogosz - 2. Platz
- 2009 - Robert Mateusiak - 1. Platz
- 2010 - Michał Łogosz - 2. Platz
- 2012 - Łukasz Moreń - 3. Platz
- 2013 - Michał Łogosz / Monika Bieńkowska - 2. Platz